# Ціці Дангарембга
Ціці Дангарембга (англ. Tsitsi Dangarembga, 4 лютого 1959, Мутоко, Східний Машоналенд, тоді Родезія, нині Зімбабве) — письменниця і кінорежисерка Зімбабве.

## Біографія
У два роки разом із батьками переїхала до Великої Британії, де й виросла, майже забувши рідну мову шона. Там почала навчатися, а в 1965 році продовжила навчання в місіонерській школі в Мутарі. Потім, знову у Великій Британії, з 1977 року навчалася на лікаря в Кембриджі, але після завоювання незалежності Зімбабве в 1980 році знову повернулася на батьківщину. Вивчала психологію в університеті Зімбабве, працювала у маркетинговій фірмі. Почала писати п'єси.
У 1985 році опублікувала перше оповідання, у 1987 — п'єсу. Її дебютний роман Nervous Conditions (з англ. — «Нервозний стан»), опублікований 1988 року, був добре прийнятий публікою та критикою. Дангарембга вступила до Німецької академії кіно в Берліні, потім заснувала в Харарі продюсерську компанію, виступила продюсером кількох документальних фільмів, а в 1996 році показала самостійну ігрову стрічку, ставши першою жінкою в Зімбабве, яка зняла художній фільм.
Закінчила післядипломне навчання в Гумбольдському університеті в Берліні. Працює над докторською дисертацією про сприйняття африканського кіно.
У червні 2022 року було видано ордер на арешт Ціці Дангарембги. Її переслідували за підбурювання до громадського насильства та порушення антиковідних правил після антиурядової демонстрації, організованої наприкінці липня 2020 року.
28 вересня 2022 року Дангарембга була офіційно засуджена за заклики до громадського насильства після того, як вона та її подруга Джулі Барнс пройшлися по Хараре на знак мирного протесту, тримаючи в руках плакати з написом "Ми хочемо кращого. Реформуйте наші інституції". Дангарембга була присуджена до штрафу в розмірі 110 доларів США та умовного шестимісячного тюремного ув'язнення. Вона оголосила, що планує оскаржити свій вирок на тлі заяв правозахисних груп про те, що її переслідування є прямим результатом спроб президента Еммерсона Мнангагви "змусити опозицію замовкнути в давно неспокійній південноафриканській країні". 8 травня 2023 року було оголошено, що вирок Дангарембзі був скасований після того, як вона подала апеляцію на первинний вирок, винесений у 2022 році.

## Визнання
У 1989 році, через рік після виходу Nervous Conditions, отримала за неї Книжкову премію Співдружності в африканській секції.
У 2018 році книга Nervous Conditions потрапила на 66-те місце у списку «Ста історій, які вплинули на світ», складеному письменниками світу, опитаними BBC у рамках проєкту BBC Culture.
2020 року книга This Mournable Body потрапила в шорт-лист Букерівської премії.
У жовтні 2021 року Дангарембга на Франкфуртському книжковому ярмарку отримала Премію миру німецьких книгарів з винагородою у розмірі 25 000 євро. Вона стала першою чорношкірою жінкою, яка отримала цю відзнаку.
У 2022 році Дангарембга була обрана лауреатом Літературної премії Віндхема-Кемпбелла за художню літературу.

## Доробок